# Joven dormida
Joven dormida (Jeune fille endormie en francés) es un cuadro pintado por Pablo Ruiz Picasso en 1935. Se trata de un retrato íntimo de la amante del artista malagueño, Marie-Térèse Walter, que ejerció de modelo en varias de sus obras.
En 1927, el pintor, que contaba 45 años, conoció a la joven de 17. Pocos años después la pareja se trasladó a pasar una temporada en el Château de Boisgeloup, a las afueras de París. Durante este periodo, Picasso pintó algunas de sus mejores obras, como el cuadro, ejecutado en colores vivos y pinceladas expresivas, que muestra a la joven Marie-Térèse dormida, el cual ofrece una visión del universo de ambos amantes.
La obra fue adquirida poco después de ser pintada por el hijo del magnate de la industria automovilística Walter Chrysler. El cuadro ha pasado solo por dos colecciones privadas hasta que en 2010 fue cedido a la Universidad de Sídney (Australia) por un donante anónimo, el cual puso como condición que fuese vendido y sus beneficios se dedicaran a la investigación médica.
A lo largo de casi ocho décadas, sólo se ha mostrado al público en 1939, en la retrospectiva que el MoMa de Nueva York dedicó a Picasso (una colección que pasó por Chicago, San Luis y Boston en 1940), y en la exhibición Chrysler Collection, celebrada en 1941.